# 对马号防护巡洋舰
对马号防护巡洋舰（日语：／ Tsushima ?）是日本海軍的一艘防護巡洋舰，为新高级防护巡洋舰（日本海军官方名称）的2号舰。本舰是日本吴海军工厂成立以来建造的第一艘大型军舰；设计上与姊妹舰一样，是当时日本海军很罕见的完全无鱼雷武装的巡洋舰。本舰在日俄战争中发挥了比较大的作用，其后也参加了第一次世界大战。
本舰因旧国名对马国而得名。这是日本海军第一艘以“对马”命名的军舰。日后择捉级海防舰也有一艘同名军舰，不过按照择捉级建造当时的日本海军命名法，海防舰以海峡命名，因此对马号海防舰的舰名来自于對馬海峽，因此并非继承自本舰。

## 设计和概述
1901年（明治34年），日本海军在甲午战争后制定的第二期海军扩张计划中，预定建造两艘三等巡洋舰，用以满足海军日益繁重的护航需求。此即新高级两舰。后来日本海军进一步决定裁减小型军舰建造数量，再添建第三艘（即日后的音羽），但因为财政紧张，经费捉襟见肘，这也影响到了新高级两舰，建造时均屡次出现经费腾挪左支右绌之事。
本舰全长102.0米、宽13.44米、吃水4.92米。计划排水量3420吨，初建成时实际排水量3342吨。本舰的设计基本上是早前日本国产巡洋舰須磨的放大版。本舰吨位比起须磨增加了不少，因而防护能力要更为优秀一些；而且重心也更低，使得适航性也更好一些。动力方面，本舰舰体较大，可以装下16座尼克劳斯式锅炉，这比起须磨的机车式锅炉要先进不少。海试时自然通风下行驶3小时，平均航速20.48節（37.93每小時）节，实际出力6,316匹馬力（4,710千瓦特）。总体来说，本舰性能优于不少同时代的防护巡洋舰。
本舰主炮为6门40倍径单装6英寸（152）速射炮，艏艉各一门，最大旋转角度左右各60度共120度，仰角12度；上层建筑4角各一门。副炮为10门40倍径76毫米炮，其中8门分左右布置在舷侧，另有两门布置在船艏楼两边、舰艏6英寸炮后方两侧。轻型火力则为4门47毫米3磅炮。本舰武器装备最值得一提的是舰上完全没有装备鱼雷发射管。有鉴于美西战争中鱼雷的低可靠性和高殉爆风险， 舰政局造船课认为毫无防护的鱼雷发射管对于军舰自身有着巨大的危险，故而本舰一开始就没有考虑搭载鱼雷。
防护方面，甲板的水平部分为38毫米，倾斜部分为76毫米。

## 舰历

### 建成至服役
1901年10月10日，本舰在吴海军工厂开工建造。1902年12月15日下水，同日正式命名为“对马”，并分类为三等巡洋舰。
1903-1904年间，日本和俄国之间为了争夺在朝鲜的权益而展开了激烈的竞争。1904年1月29日，吴镇守府方面决定，对马海试时将原定的六小时自然通风试航削减至三小时，剩下的测试也一切从简。2月8-9日间，日本海军联合舰队主力对驻扎在旅顺港（俄方称亚瑟港）的俄国太平洋舰队发动攻击，日俄战争爆发。2月14日本舰建成，由日本海军接收。15日对马收到命令，加入第二舰队，并立即准备出海。由于战事紧迫，各种测试能省则省，乘员也是边赶路边训练，因此一路麻烦不断。17日中午对马从吴军港出发，然而刚出港没多久就发生挥发油着火事故，10分钟后扑灭。事故原因是木工持明火接近挥发油储藏室。18日又发生故障，右舷主机高压泵烧毁，导致右舷主机停机。无奈之下对马只能用左舷主机单侧运行前往八口浦，再请求修理船三浦丸支援。至25日修理完毕并补充了损失的锅炉水，准备离港时，却又和锅炉水补给船严岛丸发生碰擦，右舷螺旋桨外壳受损。经过一番折腾，确认螺旋桨本身没事后对马再度出港。26日抵达泊地，接替返回日本修理的明石，编入瓜生外吉海军少将指挥的第四战队，序列浪速、高千穗、新高、对马。

### 日俄战争
同年3月10日，第四战队（浪速、高千穗、新高、对马）对三山岛俄军进行炮击。
同年8月10日，困守旅顺港内的俄军舰队试图突围，日军舰队闻讯赶来，黄海海战爆发。当时对马正在竹敷，没有参加黄海海战。事后对马在对马海峡一带警戒，试图拦截从旅顺突破封锁北上的俄舰。另一方面，诺维克号在黄海海战中与阿斯科利德号一同脱离战场，乘着夜色南下。途中诺维克号与阿斯科利德号失散，于是11日傍晚进入胶州湾加煤，12日天还没亮就离开当地，试图从日本东面绕过层层把守的日军舰艇，前往符拉迪沃斯托克（中文旧称海参崴）。15日有日本船只抵港后报告称于14日05:30左右目击到一艘军舰在屋久島灯塔以南约25海里、离海湾约6海里的地方通过；该军舰外观3烟囱、单桅杆。軍令部对此大为震动，立即催促舰队派出快速巡洋舰进行拦截。东乡于是电令千歲、对马两舰前往当地。
15日对马接获命令时，正准备从尾崎湾出发返回佐世保。对马舰长仙头武央海军中佐判断若要与千岁会合后再行动身，恐会贻误战机，因此立即单独出发前往函馆。17日17:30对马抵达函馆，仙头立即联系了津轻海峡警备舰艇指挥官宫冈直记海军大佐，讨论巡逻的方案。18日早上对马出港搜索，而千岁则直到13:58才赶到函馆。此时军令部长伊东祐亨担忧诺维克号会在当晚通过，再三催促，对马当晚再次出港，而千岁也稍后在19日01时出发，两舰分头进行搜索。09:40对马接到报告称宗谷岬的灯塔发现了诺维克号的踪迹，正在向着萨哈林岛某处驶去，对马立即赶往该方向。20日白天对马在科尔萨科夫附近进行搜索，16时远远望见科尔萨科夫锚地有煤烟升起，于是向前逼近以确认究竟。这正是刚刚抵达的诺维克号，正准备去往符拉迪沃斯托克。诺维克号见有日舰前来，立即出港，企图利用自己的高航速甩开追兵。而对马紧追不放，并向千岁发出电报“发现敌舰我对其攻击”。战斗中诺维克号水线附近受到3发命中，海水灌入舵室，舵机及轮机损坏，被迫在17:06调头企图退回科尔萨科夫；对马试图追击时左舷水线下受到一发命中，舰体发生倾斜，只能放弃追击并全力排水。当晚千岁接替受伤的对马继续进行搜索，21日凌晨发现了搁浅状态的诺维克号并进行炮击。14时千岁、对马一同返回。
1905年5月27日，俄国第二太平洋舰队司令齐诺维·罗杰斯特文斯基海军中将率领舰队北上时，遭遇联合舰队主力拦截。当天早上，瓜生一收到发现俄舰的警报就立即率领第四战队（浪速、高千穗、明石、对马）从镇海湾出发，赶去与第一、第二战队会合。13:30第四战队发现俄国舰队前锋，遂与第一、第二战队分离，左转调头，准备与第三战队会合。14:20第四战队往东北方向移动时，与俄国舰队距离约8000米，遭受了俄舰的短暂炮击，14:25转为向南试图靠近俄舰。15:08对马接近到俄国巡洋舰约6200米处，进行短暂炮击，随后脱离接触准备回到第三战队内侧。此时一艘俄舰（推测为阿芙乐尔号）突然脱离队列，单独向日舰突击，一度靠近到4000-6000米距离，遭到日舰还击后退走。第四战队从东南转向东试图绕到俄舰后方进行包抄，15:10前后第四战队已经占据了俄国巡洋舰战列右侧的位置，此时右舷突然发现数艘俄国驱逐舰，日舰对其进行炮击，迫使俄国驱逐舰退回到战列线中去。俄国队列后方的辅助舰艇遭到第三、第四战队的持续打击，开始起火发生混乱，15:28俄国巡洋舰阿芙乐尔号、奥列格号等为了掩护己方弱舰而调头前来迎战，双方在4000米距离上进行对射。15：38第四战队右转向西，以右舷对俄国巡洋舰进行猛攻。此时高千穗因中弹舵机故障而向南退去进行维修，16:10浪速、明石、对马三舰再次向东折返，以左舷接战。16:30一艘双桅、双烟囱的辅助船（推测为罗斯号）脱队，孤悬在外，第四战队立即抵进到1800米处进行猛烈的攻击，对其造成严重的伤害。第四战队认为这艘敌舰已经不需要再多加理会，便转移目标，16:50航向东北，准备向4000-5000米开外的俄国巡洋舰及改装巡洋舰进行攻击。此时俄国战列舰战队突然从北边出现，与巡洋舰战队会合，从大约4000米处向日舰攻击。第四战队不敌，17:00被迫转向东退避，17:10改为东北方。稍后第四战队遇到了原属第三战队的音羽、新高，瓜生遂下令两舰跟随；高千穗在紧急修理完后也返回队列（此时序列变更为浪速、明石、对马、音羽、新高、高千穗）。18:30第四战队对已经遭受重创失去动力的修理船勘察加号进行攻击，随后对重创起火的苏沃洛夫公爵号进行了炮击。18:50前后各日舰陆续脱离战斗。当天的战斗中对马受到6发命中，轻度进水，一发击穿烟囱，一发击中舰长办公室，多个舱室遭到破坏，4人战死，副舰长山崎米三郎海军中佐以及其他16人受伤。
27日深夜各战队退往郁陵岛重新集结，第四战队（临时加上音羽、新高）在郁陵岛南稍偏西约60海里处修整。28日05:00第五战队报告发现东面远处有煤烟，各战队接报立即开始行动。第四战队（浪速、高千穗、对马，以及第三战队音羽、新高，欠明石）绕到俄国残存舰队南边，以截断其后路。07时左右，音羽、新高脱队追击斯韦特兰娜号，而第四战队留下来继续参加对俄国残存主力的最后围攻。16:30第四战队发现西北稍偏西方向有不明舰船的煤烟，因此旗下4舰与第二驱逐队（胧、曙、电）一起驶过去进行侦察。17:50发现该舰实为落单的装甲巡洋舰迪米特里·顿斯柯伊号，日舰遂加速进行追击。另一边音羽、新高以及第四驱逐队的朝雾、白云也一路追踪至此，于是联合第四战队一同包抄，在郁陵岛南方20海里处，对迪米特里·顿斯柯伊号左右合围。19:12双方开始交火。20:14日舰逼近到迪米特里·顿斯柯伊号约3000米距离时，一发炮弹命中浪速造成重创，迫使第四战队脱离接触。因为浪速需要修理，第四战队退向镇海湾，而由驱逐舰接替继续攻击。另一边迪米特里·顿斯柯伊号重创后在岸边搁浅，乘员弃舰上岸，29日06:46倾覆沉没。
同年6月14日，日本方面重新调整编组，第四战队四舰（浪速、高千穗、明石、对马）改划入第一舰队旗下。19日联合舰队下令，将第二舰队、第一舰队第四战队、第1、第10艇队转属竹敷要港部。其后第三、第四战队及各鱼雷艇队在对马附近两条水道进行警戒。

### 后期至结局
1912年（大正元年）8月28日，日本海军修改了舰艇分类，取消原有的三等巡洋舰类别，将不足7000吨的巡洋舰全部划分为二等。对马因此划归二等巡洋舰之列。
1915年初，英国驻新加坡的第5轻步兵团800余名印度兵发生暴动。英国东方舰队司令通过马公要港部向日本方面提出请求，要求支援。日本立即派出对马、音羽两舰前往当地协助镇压兵变。
1915年中起至1918年，新高、对马长期以開普敦为基地，协助英军巡逻欧亚航线。
1919年直至第二年，日本干涉西伯利亚期间，对马在沿海州和北库页岛（俄国称萨哈林岛、日本称樺太）地区执行警备任务。
1921年9月1日，对马的舰艇类别变更为二等海防舰。
1922年，本舰改列为海防舰后武装变更为6英寸炮6门、76毫米炮8门。不过后来又加上了一门76毫米高射炮。从1922年起至1935年，对马大部分时间都在中国执行任务，主要是在长江进行巡逻，保护日本在当地的利益。
1935年，对马转为横须贺海兵团练习舰，系留使用。
1939年4月1日，对马从日本海军中除籍，改为杂役船。
1940年4月1日，改名为第10号废弃舰（日语：廃艦第10号）。此后作为海军航海学校的应急训练船。
1944年年中，第10号废弃舰（原对马）作为鱼雷训练的靶舰，在三浦半島大津海岸被击沉。

## 历代舰长
下表系根据《日本海軍史》第9、10卷，以及《官報》进行整理。
- 仙頭武央 海军中佐：1903年10月16日 - 12月7日
- 西山实亲 海军大佐：1905年8月31日 - 1907年8月5日
- 三上兵吉 海军大佐：1907年8月5日 - 1908年11月20日
- 森義臣 海军大佐：1908年11月20日 - 1909年2月20日
- 水町元 海军中佐：1909年2月20日 - 5月25日
- 高木七太郎 海军中佐：1909年7月10日 - 12月1日
- （兼）片冈荣太郎 海军中佐：1910年2月16日 - 3月19日
- （兼）山冈丰一 海军大佐：1910年3月19日 - 4月9日
- 舟越楫四郎 海军大佐：1910年4月9日 - 12月1日
- 町田駒次郎 海军大佐：1910年12月1日 - 1911年11月27日
- 樱野光正 海军中佐：1911年11月27日 - 12月27日
- 山口鋭 海军大佐：1911年12月27日 - 1912年5月22日
- 下平英太郎 海军大佐：1912年5月22日 - 6月29日
- 平賀德太郎 海军大佐：1912年9月27日 - 1913年5月24日
- 三輪修三 海军大佐：1913年5月24日 - 1914年1月24日
- 笠島新太郎 海军中佐：1914年1月24日 - 不詳
- 别府友次郎 海军中佐：不詳 - 1915年12月4日
- 松下東治郎 海军中佐：1915年12月4日 - 1916年12月1日
- 小松直幹 海军大佐：1916年12月1日 - 1917年12月1日
- 漢那憲和 海军大佐：1917年12月1日 - 1918年12月1日
- 井上伊之吉 海军大佐：1918年12月1日[51] - 1919年11月20日[52]
- 丸橋清一郎 海军中佐：1919年11月20日[52] - 1920年11月12日[53]
- （暂代）野村仁作 海军中佐：1920年11月12日[53] - 12月1日
- 野村仁作 海军大佐：1920年12月1日[54] - 1921年9月2日[55]
- （兼）副島慶一 海军大佐：1921年9月2日[55] - 11月1日[56]
- 岸科政雄 海军大佐：1921年11月1日 - 1922年11月10日
- 池田他人 海军大佐：1922年11月10日 - 1923年10月20日
- （暂代）藤吉唆 海军中佐：1923年10月20日[57] - 12月1日
- 藤吉唆 海军大佐：1923年12月1日 - 1924年5月7日
- （暂代）津留雄三 海军中佐：1924年5月7日[58] - 不詳
- 津留雄三 海军大佐：不詳 - 1924年12月1日[59]
- 梅田三良 海军大佐：1924年12月1日[59] - 1925年12月1日[60]
- 柳泽恭亮 海军大佐：1925年12月1日[60] - 1926年7月1日[61]
- 黑羽根秀雄 海军大佐：1926年7月1日 - 12月1日
- 河村重幹 海军大佐：1926年12月1日 - 1927年3月1日
- （兼）柳泽恭亮 海军大佐：1927年3月1日[62] - 1927年4月20日[63]
- 藏田直 海军大佐：1927年4月20日 - 11月15日
- 間崎霞 海军大佐：1927年11月15日[64] - 1928年3月15日[65]
- 伴次郎 海军大佐：1928年3月15日 - 12月10日
- 佐藤脩 海军大佐：1928年12月10日 - 1929年11月30日
- 汤野川忠一 海军大佐：1929年11月30日[66] - 1930年12月1日[67]
- 本田忠雄 海军大佐：1930年12月1日 - 1932年11月15日
- 松浦永次郎 海军大佐：1932年11月15日 - 1933年11月15日
- 中村一夫 海军大佐：1933年11月15日 - 1934年11月1日
- 畠山耕一郎 海军大佐：1934年11月1日 - 1935年11月15日
- 上野正雄 海军中佐：1935年11月15日 - 1937年7月1日

## 同级舰
- 新高号防护巡洋舰

## 图片

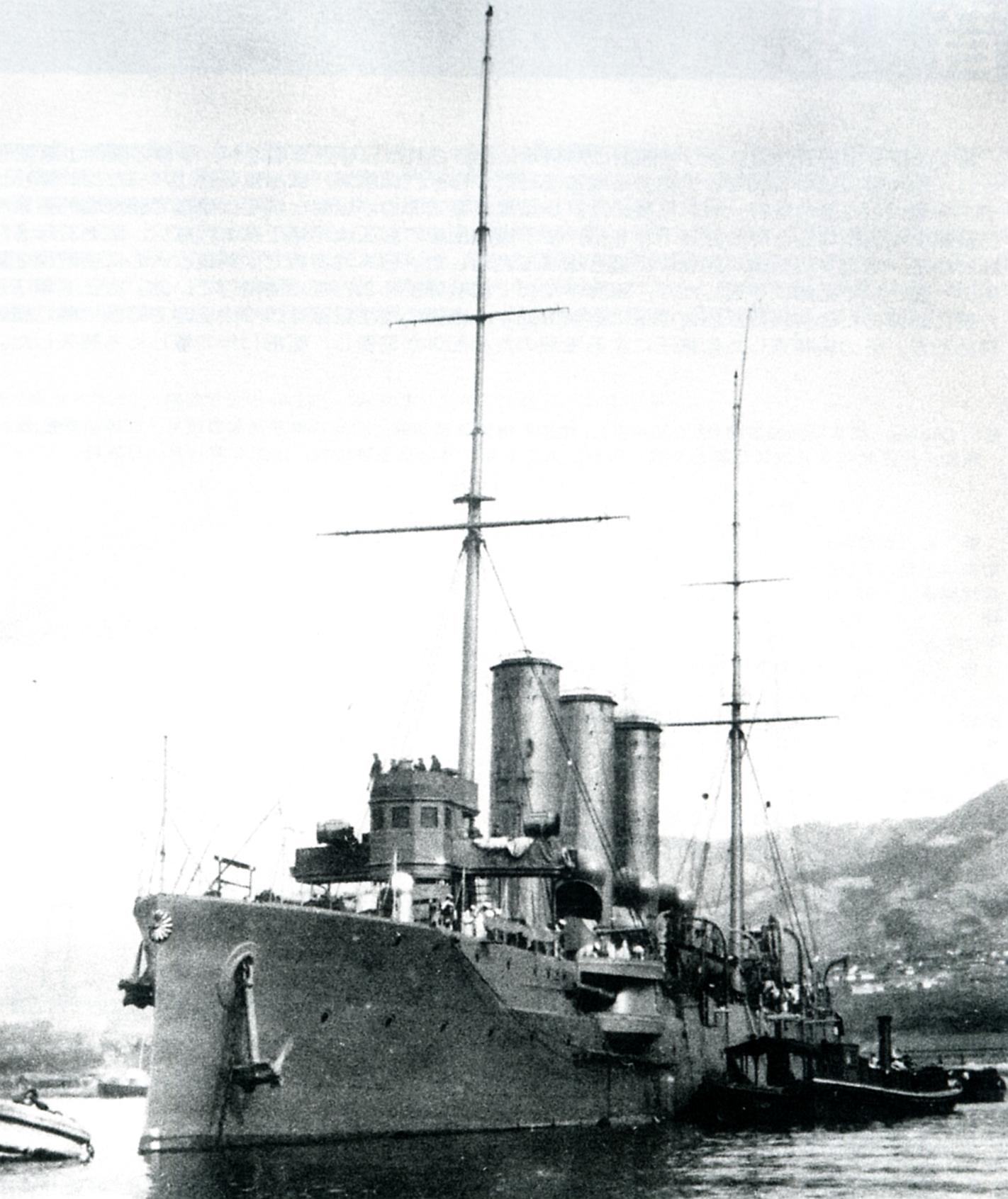
于1904年在吴港完工时
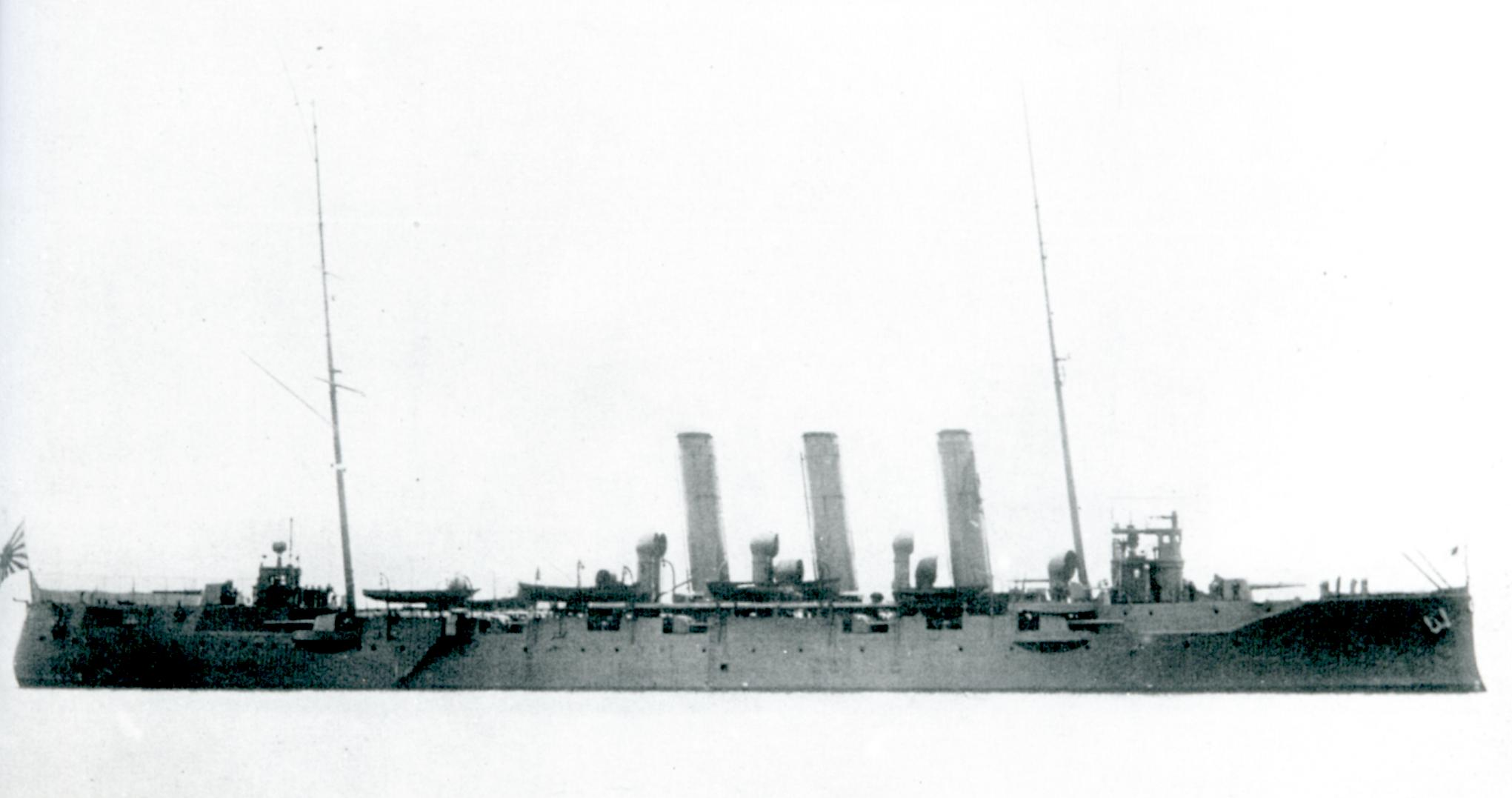
1905年摄